# Kummelskären (sydost om Trunsö, Nagu)
Kummelskären är öar nära Skäriråsen i Nagu,  Finland. De ligger i Skärgårdshavet i Pargas stad i landskapet Egentliga Finland, i den sydvästra delen av landet. Öarna ligger omkring 3 kilometer nordost om Skäriråsen, 40 kilometer söder om Nagu kyrka, 73 kilometer söder om Åbo och omkring 180 kilometer väster om Helsingfors. Närmaste allmänna förbindelse är förbindelsebryggan vid Trunsö som trafikeras av M/S Nordep.
Arean för den av öarna koordinaterna pekar på är 2,7 hektar och dess största längd är 300 meter i nord-sydlig riktning.